# Blackpink: The Movie
Blackpink: The Movie (블랙핑크: 더 무비?, Beullaekpingkeu: Deo mubiLR) è un film documentario sudcoreano del 2021 diretto da Oh Yoon-dong e da Jung Su-yee.
La pellicola ha come protagonista il girl group Blackpink e alterna le esibizioni durante il Blackpink 2019 World Tour in Your Area e del concerto livestream The Show alle interviste con i membri del gruppo.

## Trama
Il lungometraggio, della durata di 100 minuti, si svolge in diverse sequenze: Memories Room, che condivide i ricordi dei cinque anni dal debutto dei membri; Beauty, con intensi tagli di immagine dei quattro membri e delle loro diverse personalità; e Exclusive Interviews, una sezione appositamente preparata per i fan.

## Promozione
Il 15 giugno 2021, la YG Entertainment ha annunciato l'uscita di Blackpink: The Movie come parte del progetto del quinto anniversario del debutto delle Blackpink, soprannominato 4 + 1 Project. Una foto promozionale per il film è stata diffusa il 21 giugno. Il poster principale è stato pubblicato il 23 giugno e l'uscita del film è stata annunciata per il 4 agosto in Corea del Sud. Il trailer del film è stato caricato il 14 luglio 2021.

## Distribuzione
Il film è uscito in più di 100 paesi e 3 000 sale in tutto il mondo. Il rilascio è stato ritardato alla fine di agosto in paesi del sud-est asiatico come Indonesia, Thailandia e Malaysia a causa delle normative sulla pandemia di COVID-19.

## Accoglienza

### Incassi
Il film ha raccolto quasi 500 000 spettatori globali in cinque giorni. I paesi con il maggior numero di spettatori sono Messico, Stati Uniti d'America, Turchia, Brasile e Giappone. A livello globale il film ha incassato oltre 4,8 milioni di dollari in due settimane ed è diventato l'uscita cinematografica con il maggior incasso nel 2021.
In Corea del Sud, il film ha venduto 5 420 biglietti e ha incassato 62 483 dollari dal 6 all'8 agosto, piazzandosi al nono posto al botteghino del fine settimana.

### Critica
Tamar Herman del South China Morning Post ha osservato che «potrebbe essere una produzione dell'era della pandemia, ma Blackpink: The Movie tocca il legame umano formato tra artisti e ascoltatori. È meglio guardarlo sul grande schermo con i tuoi amici, con il lightstick ufficiale delle Blackpink in mano. I fan che lo guarderanno proveranno la stessa soddisfazione, eccitazione e scarica di adrenalina che provano dopo aver visto i loro idoli dal vivo in concerto. Gli spettatori potrebbero non conoscere personalmente i membri delle Blackpink, ma saranno toccati celebrando il loro successo».
Rhian Daly della rivista britannica NME ha assegnato al film 3 stelle su 5, affermando che «è una grande opportunità per rivedere molte delle performance di The Show e vedere quanto le Blackpink sono cresciute negli ultimi cinque anni».